# Psyrassa ebenina
Psyrassa ebenina är en skalbaggsart som beskrevs av Linsley 1935. Psyrassa ebenina ingår i släktet Psyrassa och familjen långhorningar.
Artens utbredningsområde är:
- El Salvador.
- Honduras.

Inga underarter finns listade i Catalogue of Life.